# EyeOS
EyeOS este o platformă desktop web open source, scrisă în principal în PHP, XML, și JavaScript. Se comportă ca o platformă pentru aplicații web scrise folosind EyeOS Toolkit. Include un mediu Desktop cu 67 aplicații și utilitare de sistem. Este accesibil de pe dispozitive mobile prin interfața sa pentru mobile.

## Istorie
Prima versiune EyeOS disponibilă public a fost lansată la 1 august 2005 ca eyeOS 0.6.0. În acea perioadă, a participat masiv in definirea conceptului de sistem de operare web. În scurt timp, o comunitate de programatori la nivel mondial a participat la proiect și au ajutat la îmbunătățirea lui traducând, testând și programând. 
După doi ani de programare, echipa EyeOS a publicat EyeOS 1.0 (la 4 iunie 2007). Comparat cu versiunile anterioare, EyeOS 1.0 a introdus o reorganizare completă a codului și câteva tehnologii web noi, precum eyeSoft, un portage-based sistem de instalare web. Mai mult, EyeOS a introdus și EyeOS Toolkit, un set de librării permițând programarea ușoară și rapidă a noi tehnologi a aplicațiilor web.
O dată cu lansarea eyeOS 1.1 pe data de 2 iulie 2007, EyeOS și-a schimbat licența și a migrat de la GNU GPL Version 2 la GPL Version 3. 
Versiunea 1.2 a fost lansată la doar câteva luni după versiunea 1.1 și a integrat compatibilitate totală cu fișierele Microsoft Word.
EyeOS 1.5 Gala a fost lansată pe 15 ianuarie 2008. Această versiune a fost prima care a suportat atât formatele de fișiere Microsoft Office, cât și OpenOffice.org, pentru documente, prezentări și fișe de lucru. Totodata are și posibilitatea de a importa și exporta documente în ambele formate folosind scripturi pe partea serverului.
EyeOS 1.6 a fost lansată pe 25 aprile 2008 și a inclus multe îmbunătățiri precum sincronizarea cu calculatoarele locale, drag-and-drop, o versiune pentru mobile și altele. 
EyeOS 1.8 Lars a fost lansat pe 7 ianuarie 2009 și avea un manager de fișiere complet rescris și un nou API de sunet pentru a dezvolta aplicații bogate în media. Mai târziu, la 1 aprilie 2009, 1.8.5 a fost lansat cu o nouă temă implicită și unele aplicații rescrise, cum ar fi Procesorul de text sau Agenda de adrese. La 13 iulie 2009, 1.8.6 a fost lansat cu o interfață pentru iPhone și o nouă versiune a eyeMail cu suport pentru POP3 și IMAP.
EyeOS 1.9 a fost lansat pe 29 decembrie 2009. A fost urmat de versiunea 1.9.0.1 cu corecții minore pe 18 februarie 2010. Aceste două ultime versiuni au fost ultima interfață „CLASSIC DESKTOP”. O nouă lucrare majoră a fost lansată și finalizată în martie 2010. Acest nou produs a fost numit EyeOS 2.x.
Cu toate acestea, un grup mic de dezvoltatori eyeOS păstrează în continuare codul în cadrul forumului eyeOS, unde este oferită asistență, însă grupul eyeOS în sine a oprit dezvoltarea activă 1.x. Acum este disponibil ca proiect On-eye pe GitHub.
Dezvoltarea activă sa oprit la 1.x începând cu 3 februarie 2010. lansarea eyeOS 2.0 a avut loc pe 3 martie 2010. Aceasta a fost o restructurare totală a sistemului de operare. Versiunea stabilă 2.x este noua serie de eyeOS care este în dezvoltare activă și va înlocui 1.x ca versiune stabilă în câteva luni. Include colaborare live și mult mai multe capacități sociale decât eyeOS 1.x.
EyeOS a lansat 2.2.0.0 pe 28 iulie 2010.
La 14 decembrie 2010, un grup de lucru din cadrul comunității de dezvoltare open source eyeOS a început dezvoltarea structurii și actualizarea ulterioară a eyeOS 1.9.x. Scopul principal al grupului este să continue activitatea eyeOS s-a oprit pe 1.9.x.
EyeOS a lansat 2.5 pe 17 mai 2011. Aceasta a fost ultima versiune sub licență open source. Este disponibil în SourceForge pentru descărcare în cadrul unui alt proiect numit 2.5 OpenSource Version.
La 1 aprilie 2014, Telefónica a anunțat achiziționarea eyeOS, dar această achiziție își consolidează viitoarele planuri de servicii mobile cloud și dezvoltarea de soluții software gratuite. EyeOS își va menține sediul în orașul catalan, unde personalul lor va continua să lucreze, dar acum va face parte din Telefónica. După integrarea sa în Telefónica, eyeOS va continua să funcționeze ca o filială independentă, condusă de actualul său CEO Michel Kisfaludi.

## Structură și API
Pentru dezvoltatori, Eye OS oferă setul de instrumente eyeOS, un set de biblioteci și funcții pentru a dezvolta aplicații pentru eyeOS. Folosind sistemul eyeSoft integrat bazat pe Portage, se poate crea propriul depozit pentru eyeOS și poate distribui aplicații prin intermediul acestuia.
Fiecare parte de bază a desktopului este propria aplicație, utilizând JavaScript pentru a trimite comenzi de server pe măsură ce utilizatorul interacționează. Deoarece acțiunile sunt efectuate utilizând AJAX (cum ar fi lansarea unei aplicații), acesta trimite informații către server. Apoi, serverul trimite înapoi sarcini pe care clientul le poate face în format XML, cum ar fi desenarea unui widget.
Pe server, eyeOS folosește fișiere XML pentru a stoca informații. Acest lucru simplifică configurarea utilizatorului pe server, deoarece necesită o configurație zero, în afară de informațiile contului pentru primul utilizator, facilitând implementarea acestuia. Pentru a evita blocajele pe care le prezintă fișierele plate, informațiile și setările fiecărui utilizator sunt stocate în fișiere diferite, împiedicând să apară foamea resurselor; Deși, la rândul său, acest lucru poate crea probleme în medii de utilizator cu volum mare din cauza limitelor indicatorului de fișiere deschise ale sistemului de operare gazdă.

## Ediție profesională
O ediție profesională a eyeOS a fost lansată pe 15 septembrie 2011, ca o soluție comercială pentru companii. Folosește un nou număr de versiune și a fost lansat sub versiunea 1.0 în loc să continue cu următorul număr de versiune în proiectul open source. Ediția profesională păstrează interfața desktop web utilizată de versiunea open source, în timp ce vizează utilizatorii de întreprindere. Au fost introduse o serie de funcții noi concepute pentru întreprinderi precum partajarea și sincronizarea fișierelor (denumită eyeSync), conectivitatea Active Directory/LDAP, controalele de administrare la nivel de sistem și un instrument local de execuție a fișierelor numit eyeRun. De asemenea, a fost introdusă o nouă suită de aplicații web (Un client de poștă electronică, calendar, instrumente de mesagerie instantanee și colaborare), care specifică edițiile enterprise pentru desktopul web. Cu eyeOS Professional Edition 1.1, a fost introdus un instrument de gestionare a sarcinilor, integrarea Citrix XenApp și un „perete” de tip Facebook pentru colaborare.

## Comunitate
Comunitatea eyeOS este creată cu forumurile eyeOS, care au ajuns la 10.000 de membri la 4 aprilie 2008, eyeOS wiki și eyeOS Application Communities, disponibile pe site-ul eyeOS-Apps găzduit și furnizat de openDesktop.org, precum și Softpedia.